# Lucas Cranach der Ältere

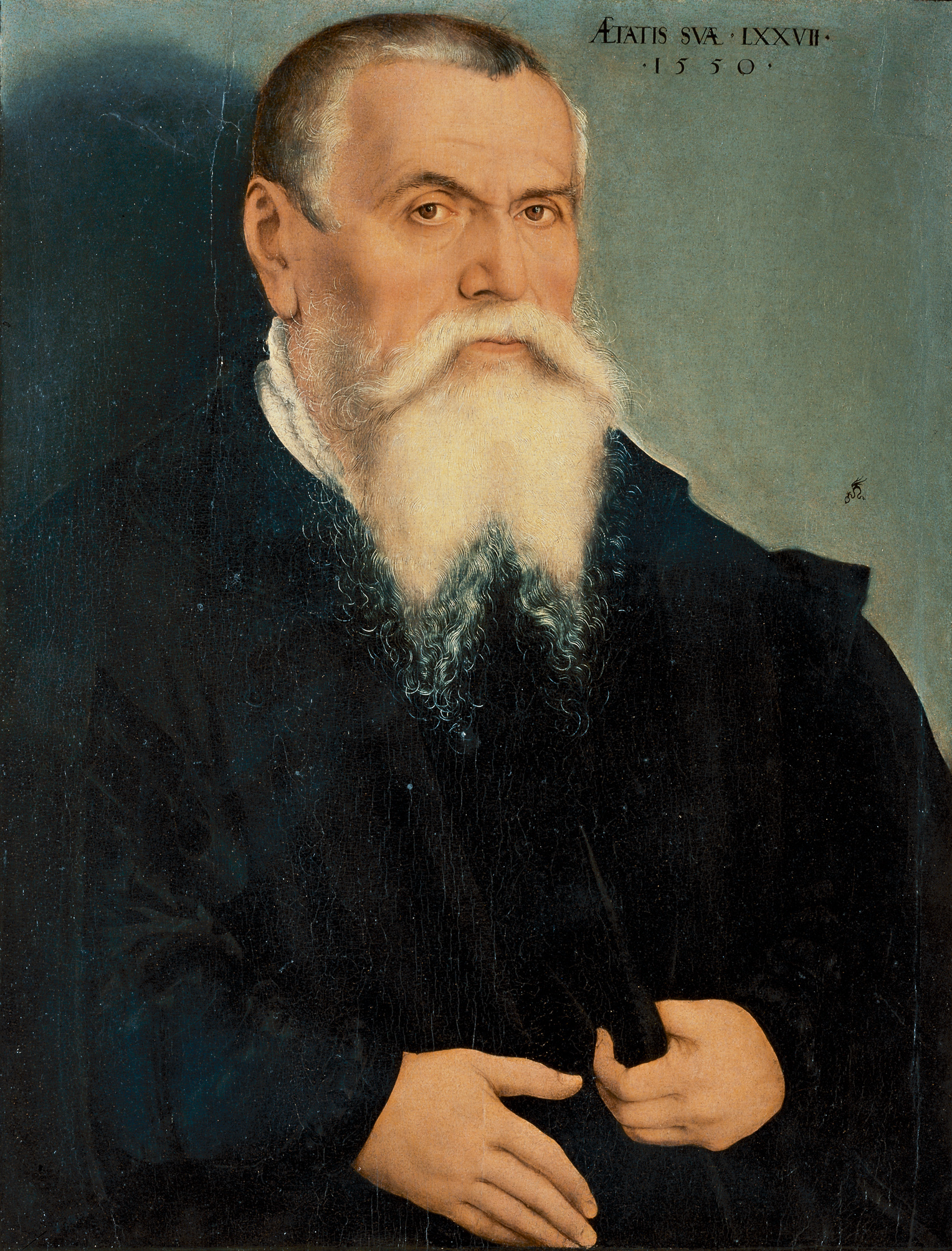
Lucas Cranach der Jüngere oder möglicherweise ein Selbstporträt: Lucas Cranach der Ältere, 1550, laut Inschrift im Alter von 77 Jahren, Uffizien, Florenz

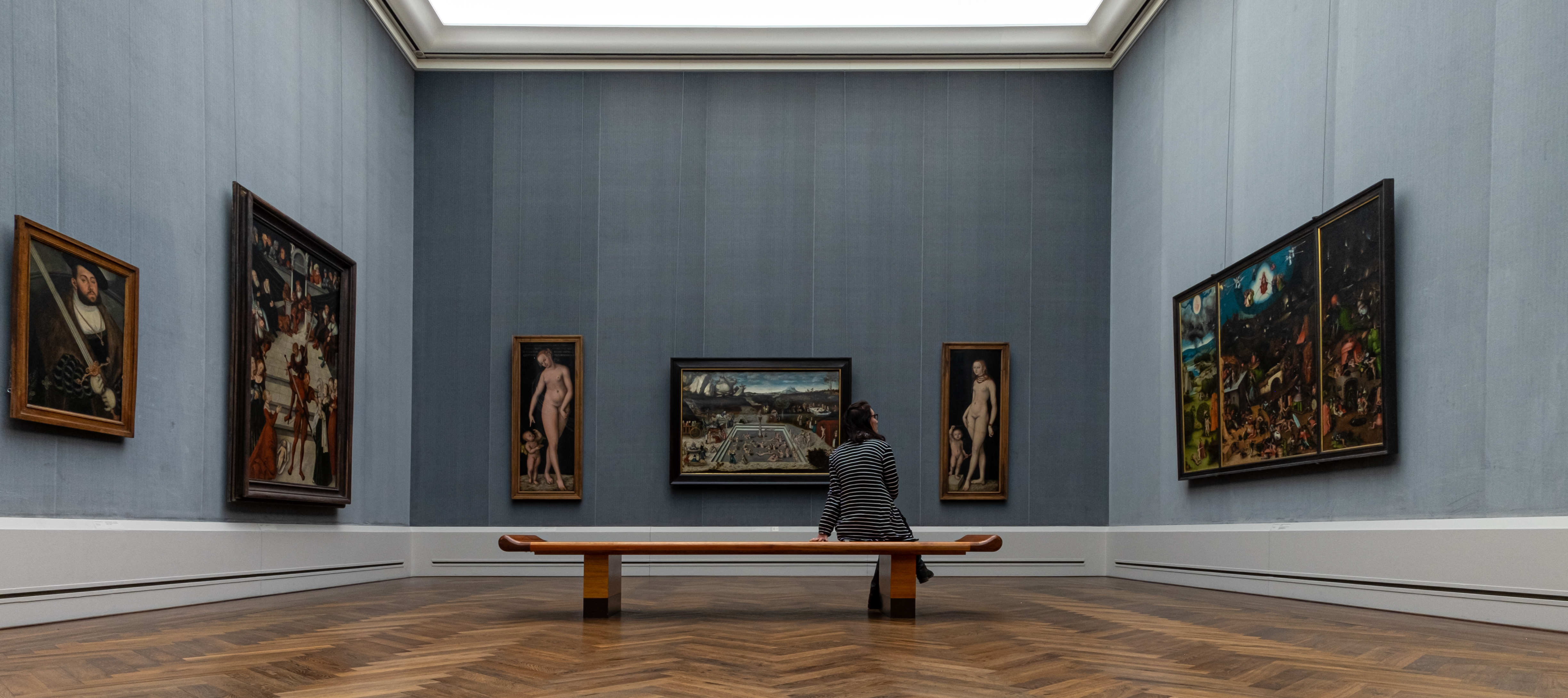
Gemäldegalerie (Berlin), Saal III deutsche Malerei, Cranach

Lucas Cranach der Ältere (* vermutlich um den 4. Oktober 1472 in Kronach, Oberfranken; † 16. Oktober 1553 in Weimar) war ein deutscher Maler,
Grafiker und Buchdrucker der Renaissance. Er war ab 1505 Hofmaler am kursächsischen Hof unter Friedrich dem Weisen, Johann dem Beständigen und Johann Friedrich dem Großmütigen. Neben zahlreichen Altarwerken und allegorischen Gemälden fertigten er und seine Werkstatt vor allem auch eine große Zahl an Porträts seiner Dienstherren sowie der Reformatoren Martin Luther und Philipp Melanchthon. Die Cranach-Werkstatt, die zu den bedeutendsten Werkstätten ihrer Zeit gehörte, und mutmaßlich rund 5000 Gemälde hinterlassen hat, wurde von seinem gleichnamigen, am 4. Oktober 1515 geborenen Sohn Lucas Cranach dem Jüngeren fortgeführt.

## Lebenslauf

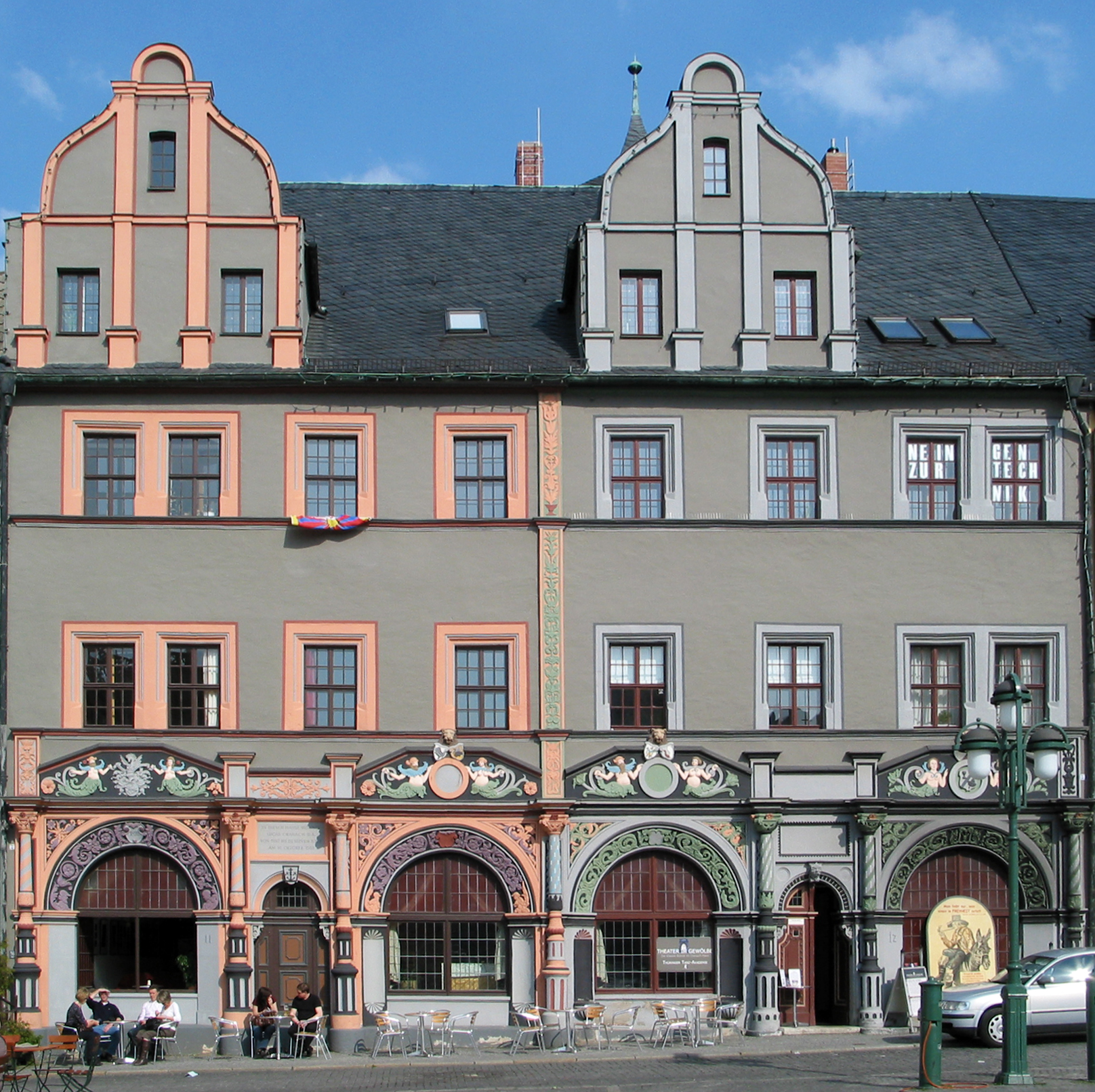
Das Cranachhaus in Weimar (links), 1547–1549, 2009

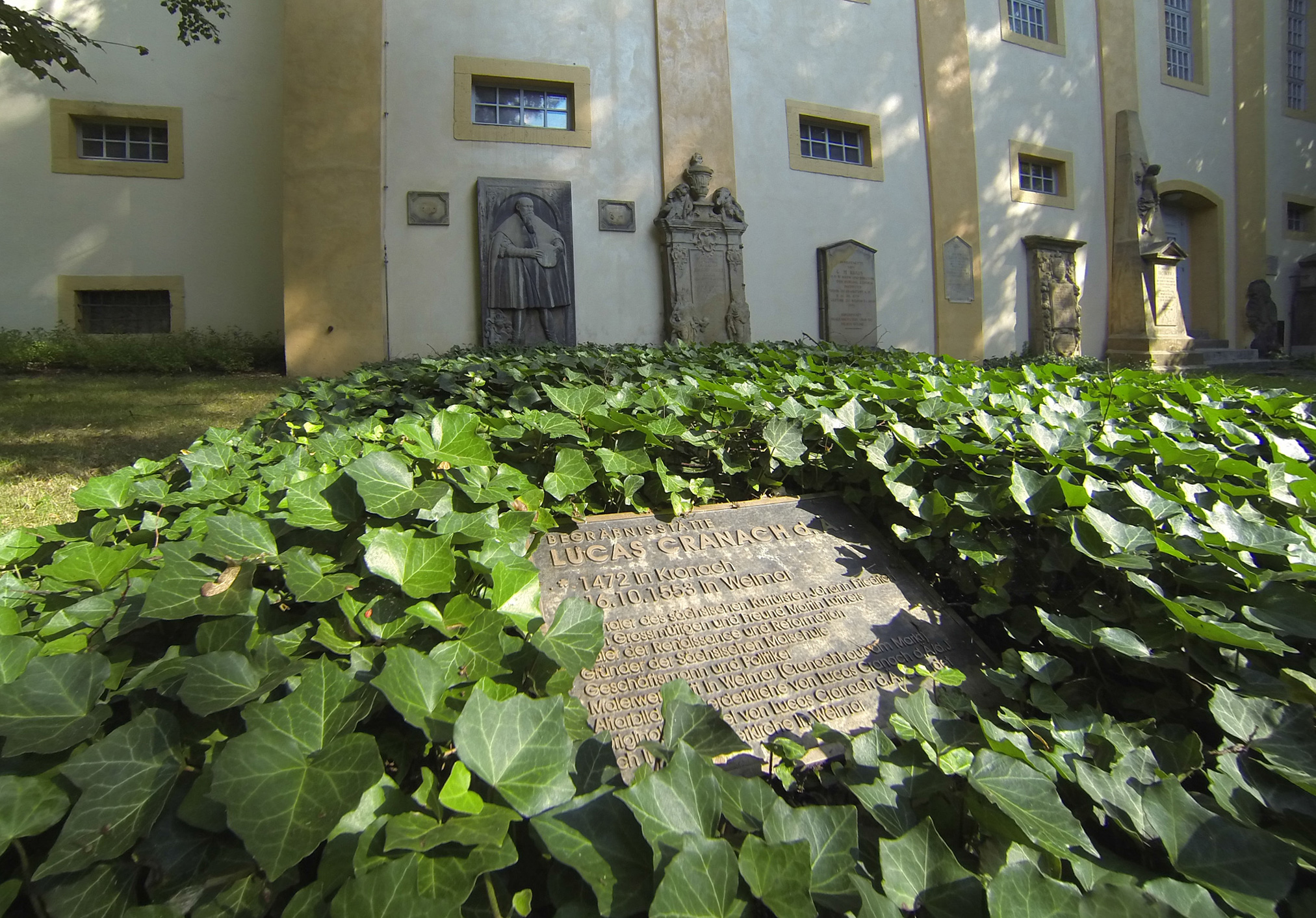
Das Grab von Lucas Cranach d. Ä. auf dem Jacobsfriedhof in Weimar 2013

Der Chronist Matthias Gunderam berichtete 1556, dass Cranach am 4. Oktober 1472 in Kronach geboren sei und bei seinem Vater, dem wohlhabenden Kronacher Bürger Hans Maler, die erste künstlerische Ausbildung erhalten habe, dessen Ehefrau Barbara war eine geborene Hübner. Urkundliche Belege zur Herkunft Cranachs und zu seinem Geburtsdatum gibt es nicht. Ausgehend von Gerichtsakten aus dem Jahr 1495, in denen es um das schlechte Betragen der Malerkinder geht, wird das Geburtsjahr 1472 von der jüngeren Forschung bezweifelt und nur noch vage auf „um 1475“ datiert.
Cranach hatte mindestens sechs Schwestern und zwei Brüder. Ihre Mutter Barbara verstarb um das Jahr 1491.
Nach der ersten künstlerischen Ausbildung dürfte Lucas als Geselle auf Wanderschaft gegangen sein. Im Jahre 1502 kam er nach Wien und blieb dort bis 1504. Wien galt wegen des Kaiserhofs Maximilians I. als kulturelles Zentrum jener Zeit, an dem sich zudem Kontakte zu zahlreichen Fürsten als potentielle Auftrag- und Arbeitgeber boten. Seine aus dieser Zeit erhaltenen Gemälde zeigen deutliche Einflüsse der Donauschule. In Wien knüpfte er erste Kontakte zu führenden Humanisten. Während seines Wiener Aufenthalts begann Cranach, seine Bilder mit Lucas Cranach („Lucas [aus] Kronach“) zu signieren.
Um 1512/13 heiratete Cranach Barbara Brengbier († 1541), eine Tochter von Jobst Brengbier, dem Bürgermeister von Gotha. Sein ältester Sohn Hans wird geboren und 1515 Lucas, bis 1520 folgen drei Töchter.
Er starb am 16. Oktober 1553 in Weimar und fand seine letzte Ruhestätte auf dem Weimarer Jakobsfriedhof. Er liegt in der sogenannten Cranachgruft. Auf seinem Grabstein wird er als „der schnellste Maler“ bezeichnet. Den Grabstein schuf Cranachs Freund, der herzogliche Baumeister und gelernte Steinmetz Nikolaus Gromann. Die Grabplatte, die der heutige Besucher sieht, ist eine getreue Kopie der ursprünglichen. Die Originalgrabplatte wurde durch eine Kopie ersetzt und 1859 aus konservatorischen Gründen in die Stadtkirche Peter und Paul („Herderkirche“) links neben den Altar verbracht.

## Nachkommen
Cranach hatte mit seiner Frau Barbara sechs Kinder:
- Hans (* um 1512; † 1537), der ebenfalls Künstler wurde
- Lucas (* 1515; † 1586), genannt „der Jüngere“, übernahm 1550 (1552?) die Werkstatt des Vaters und wurde wie dieser auch Ratsmitglied und Bürgermeister in Wittenberg. 1541 heiratete er Barbara Brück, Tochter des sächsischen Kanzlers Gregor Brück.[7] Der Enkel Augustin (1554–1595) und der Urenkel Lucas (1586–1645) führten die künstlerische Familientradition fort.
- Maria Cranach (um 1517; † um 1555), verheiratet mit dem Apotheker Lorenz Kreich zu Torgau.[8]
- Anna (* 1520; † 30. Juni 1577),[9][10][4] verheiratet mit dem Wittenberger Apotheker und Bürgermeister Caspar Pfreund
- Barbara († 1601),[4] seit 1541[11]/1543[12] verheiratet mit dem sächsischen Kanzler Christian Brück, Sohn des Kanzlers Gregor Brück. Aus dieser Linie stammt die Mutter des Dichters Johann Wolfgang von Goethe, sodass Lucas Cranach ein Ururgroßvater von Goethe ist.[12]
- Ursula (Lebensdaten unbekannt), erste Heirat am 3. Mai 1537 (Ehemann unbekannt), zweite Heirat 1544 mit dem Gothaer Bürgermeister Georg Dasch.

Zu Cranachs Nachfahren gehörten der 1937 in Weißenstein geborene Kapellmeister, Pianist und Gesangspädagoge Peter Jacoby und der Kunsthistoriker und Kurator Joachim Jacoby (1956–2020).

## Hofmaler

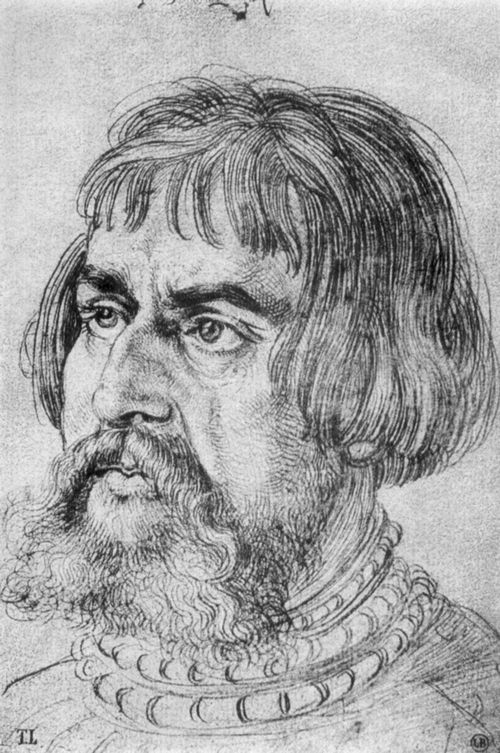
Albrecht Dürer, Lucas Cranach der Ältere, 1524, Musée Bonnat-Helleu

1505 bekam er eine Anstellung als Hofmaler beim Kurfürsten Friedrich dem Weisen von Sachsen in Wittenberg. Er übernahm die zuvor von Jacopo de’ Barbari geleitete Malerwerkstatt im Wittenberger Schloss, zu deren Aufgaben nicht nur die Ausstattung von Kirchen und Schlössern mit Gemälden, sondern auch die Anfertigung von Buchschmuck sowie triviale Anstreicharbeiten, Vergoldungen und Entwürfe von Festdekorationen und Zierrat gehörten. Beeindruckende Zeugnisse der Geburtsstunde der Medaillenkunst in Deutschland sind zum Beispiel die sogenannten Locumtenenstaler mit dem Konterfei Friedrich des Weisen, für die er den Entwurf lieferte. Über Art und Umfang der Tätigkeiten geben zahlreiche erhaltene Abrechnungen Auskunft.
Als Hofmaler fertigte Cranach zahlreiche Porträts seines Brotherrn, erstmals 1507 für die Nürnberger Dominikanerkirche.
Mit Wirkung vom 6. Januar 1508 wurde Cranach von seinem Dienstherrn ein Emblem (mit geflügelter Schlange mit Rubinring im Maul) als Familienwappen verliehen. Im selben Jahr wurde er vom Kurfürsten in diplomatischem Auftrag in die Niederlande (nach Mechelen) gesandt, wo er – neben anderen Mitgliedern der Familie – von Kaiser Maximilian I. und von dem späteren Kaiser Karl V. Porträts anfertigte. In den Jahren 1515 bis 1520 erstellt er erste Druckgrafiken (Holzschnitte etc.), die er teilweise – ähnlich wie Albrecht Dürer – selbst frei vertrieb. 1524 traf er Albrecht Dürer in Nürnberg; bei dieser Gelegenheit fertigte Dürer ein Silberstiftporträt Cranachs an.

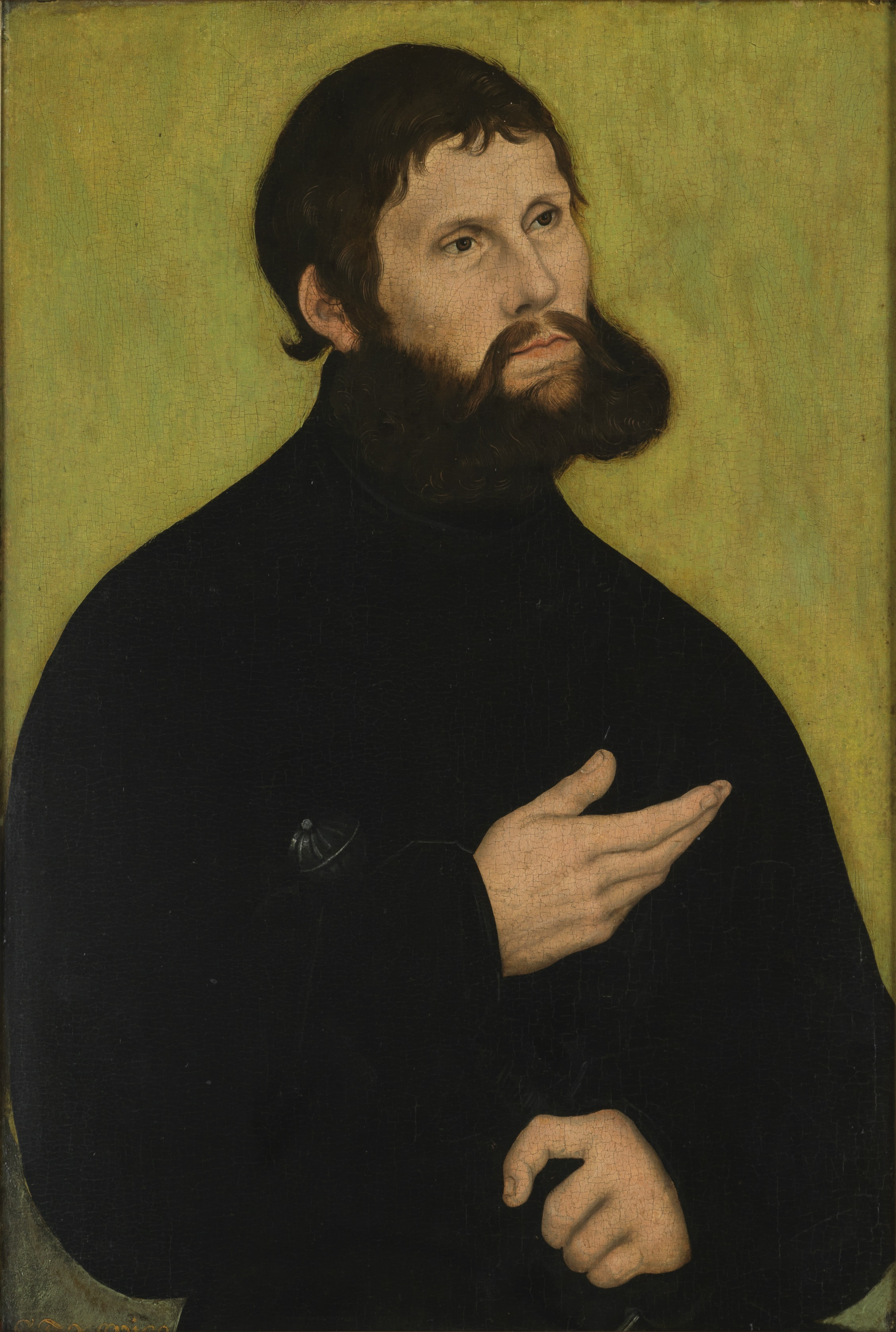
Martin Luther, 1521–22, Weimarer Stadtschloss

In Wittenberg schloss er Freundschaft mit Philipp Melanchthon und Martin Luther. Zusammen mit seiner Ehefrau war er 1525 Trauzeuge bei dessen Heirat mit Katharina von Bora und war Taufpate von Luthers ältestem Sohn Johannes. Die zweite Ehefrau seines Sohnes Lucas, Magdalena Schurff, war eine Nichte Philipp Melanchthons.
Nach dem Tod Friedrichs des Weisen wurde Cranach von dessen Nachfolgern Johann dem Beständigen und Johann Friedrich dem Großmütigen weiter als Hofmaler beschäftigt. Im Jahr 1547 unterlag sein dritter Dienstherr Herzog Johann Friedrich der Großmütige in der Schlacht bei Mühlberg den kaiserlichen Truppen und wurde gefangen gesetzt. Auf die Aufforderung Johann Friedrichs folgte ihm Cranach drei Jahre später in die Gefangenschaft nach Augsburg, dann nach Innsbruck. Auch dort war er für den Herzog und dessen Besucher tätig – seine Wittenberger Werkstatt hatte er inzwischen seinem Sohn Lucas übergeben. In Augsburg machte er die Bekanntschaft Tizians. 1552 ging Lucas Cranach der Ältere mit dem Herzog in dessen neue Residenz nach Weimar. Dort wohnte er im Haus seiner Tochter Barbara Cranach (dem „Cranachhaus“).

## Unternehmungen in Wittenberg

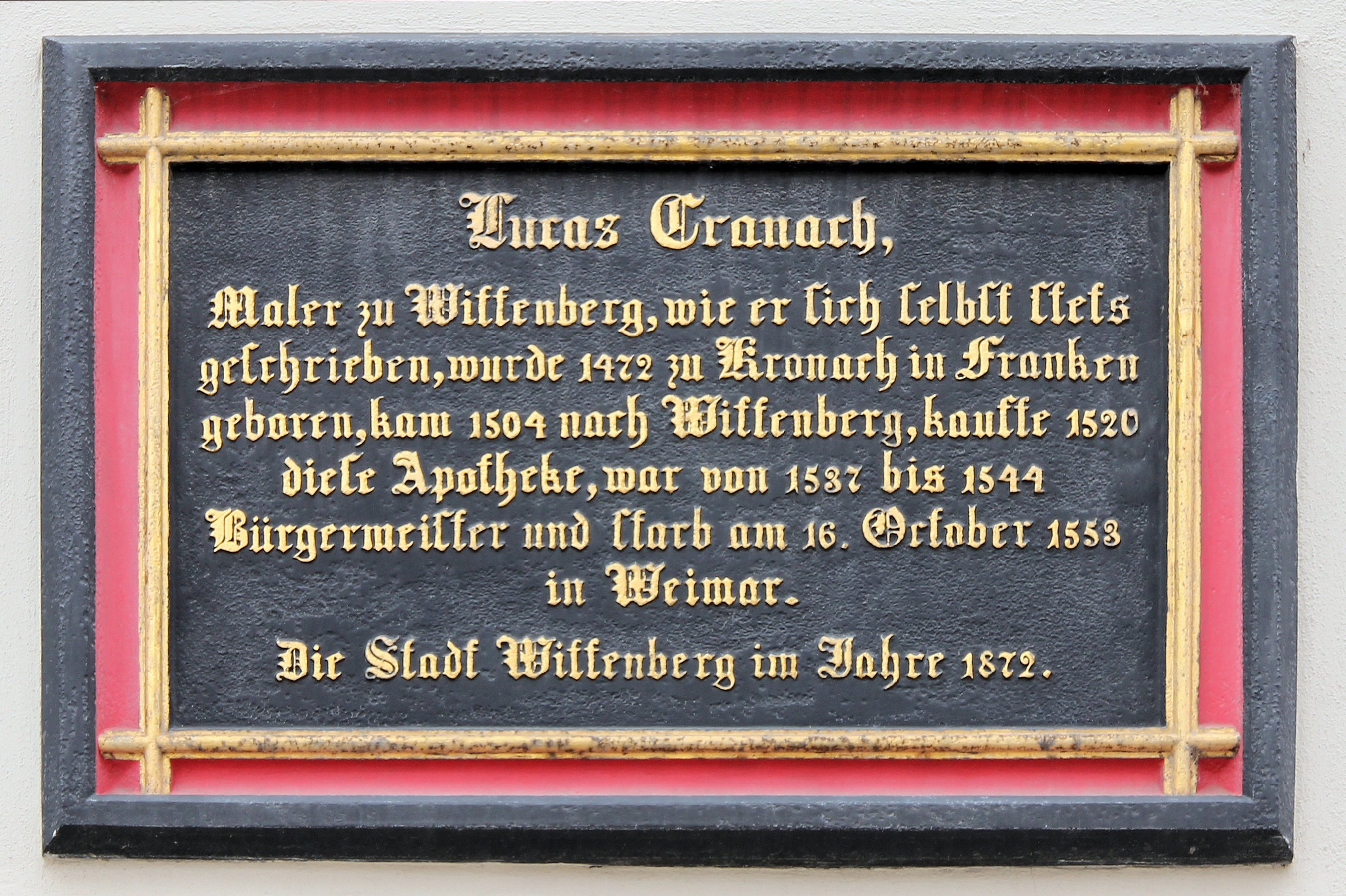
Gedenktafel an der Apotheke Wittenberg aus dem Jahr 1872 für Lucas Cranach

Im Jahr 1510 sind in Urkunden der Stadt Wittenberg erstmals Sonderzahlungen von Lucas Moler erwähnt. Außerdem erwarb er in jenem Jahr diverse Baumaterialien. Daraus wird geschlossen, dass er in jenem Jahr mitsamt der Werkstatt vom Schloss in die Stadt zog. Um 1513 fand die Eröffnung eines Weinausschankes statt.
1520 konnte er sich in Wittenberg eine Apotheke kaufen, wenige Jahre später ist er auch als Buchhändler, Papierhändler und Verleger nachgewiesen. Gemeinsam mit seinem Geschäftspartner, dem Goldschmied Christian Döring, betreute er unter anderem 1522 verlegerisch die Herausgabe von Martin Luthers Septembertestament. Er wurde – auch als Grundeigentümer und Verleger – in seiner neuen Heimat eine angesehene und einflussreiche Persönlichkeit. Cranach gelangte erstmals in der Amtsperiode 1519/1520 in den Ratsstuhl von Wittenberg als Kämmerer und übte dieses Amt in der Folgezeit bis 1535 wiederholt aus. Des Weiteren gehörte er dem Rat als Mitglied in der Amtsperiode 1528/1529 an.

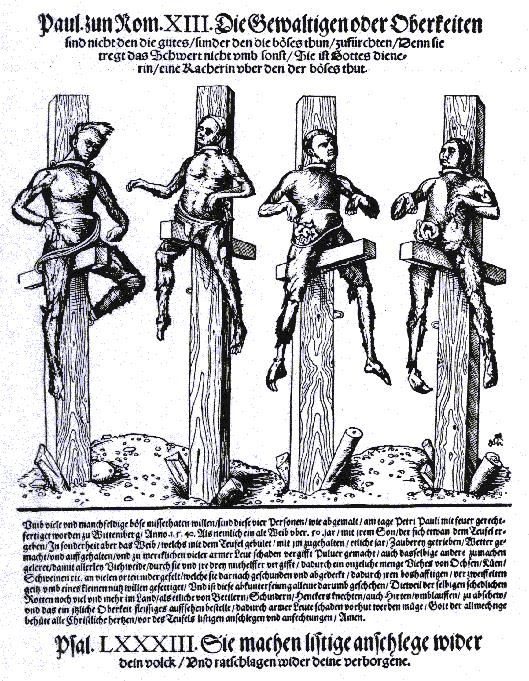
Hexenverbrennung in Wittenberg vom 29. Juni 1540, dargestellt von Lucas Cranach d. J.

Von 1537 bis 1544 stand Lucas Cranach wiederholt als Bürgermeister an der Spitze des Wittenberger Gemeinwesens und übte auch das Amt des Beisitzers eines Bürgermeisters als Altbürgermeister mehrfach aus. Mit dem Stadtrat trat Cranach für die Hinrichtung von Prista Frühbottin, ihrem Sohn Dictus und zwei weiteren Personen wegen Hexerei ein; sie wurden geschmaucht. Das Urteil fällte der Stadtrichter Ambrosius Reuther und Lucas Cranach d. Ä. bestätigte als Bürgermeister das Urteil. Am Dienstag, den 29. Juni 1540 wurden die alte Frau und die Mit-Delinquenten hingerichtet. Über die Hexenverbrennung in Wittenberg 1540 schuf Lucas Cranach d. J. einen Holzschnitt.

## Werk

### Leistung

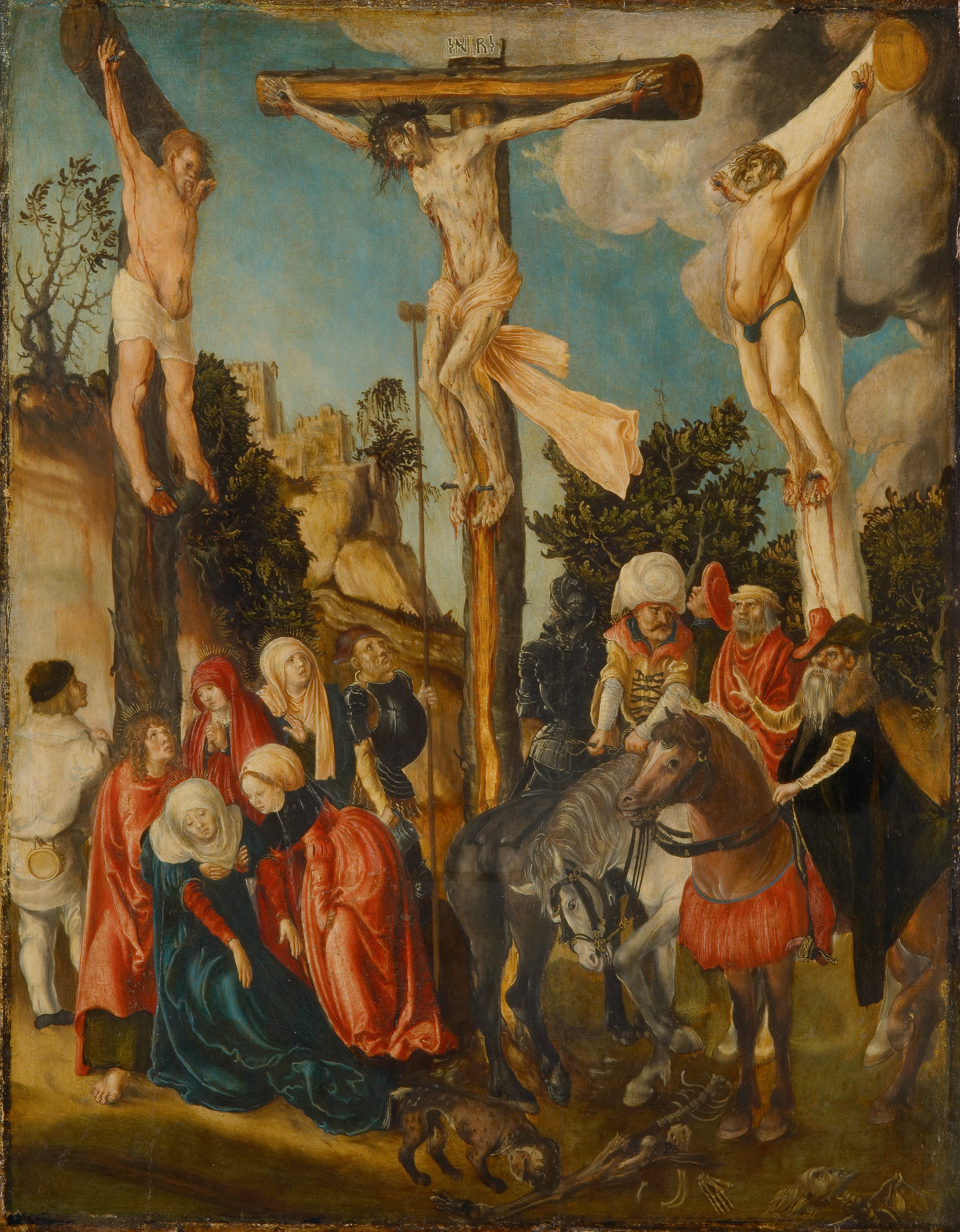
Klage unter dem Kreuz, Öl auf Tannenholz, 1503 (Alte Pinakothek, München)

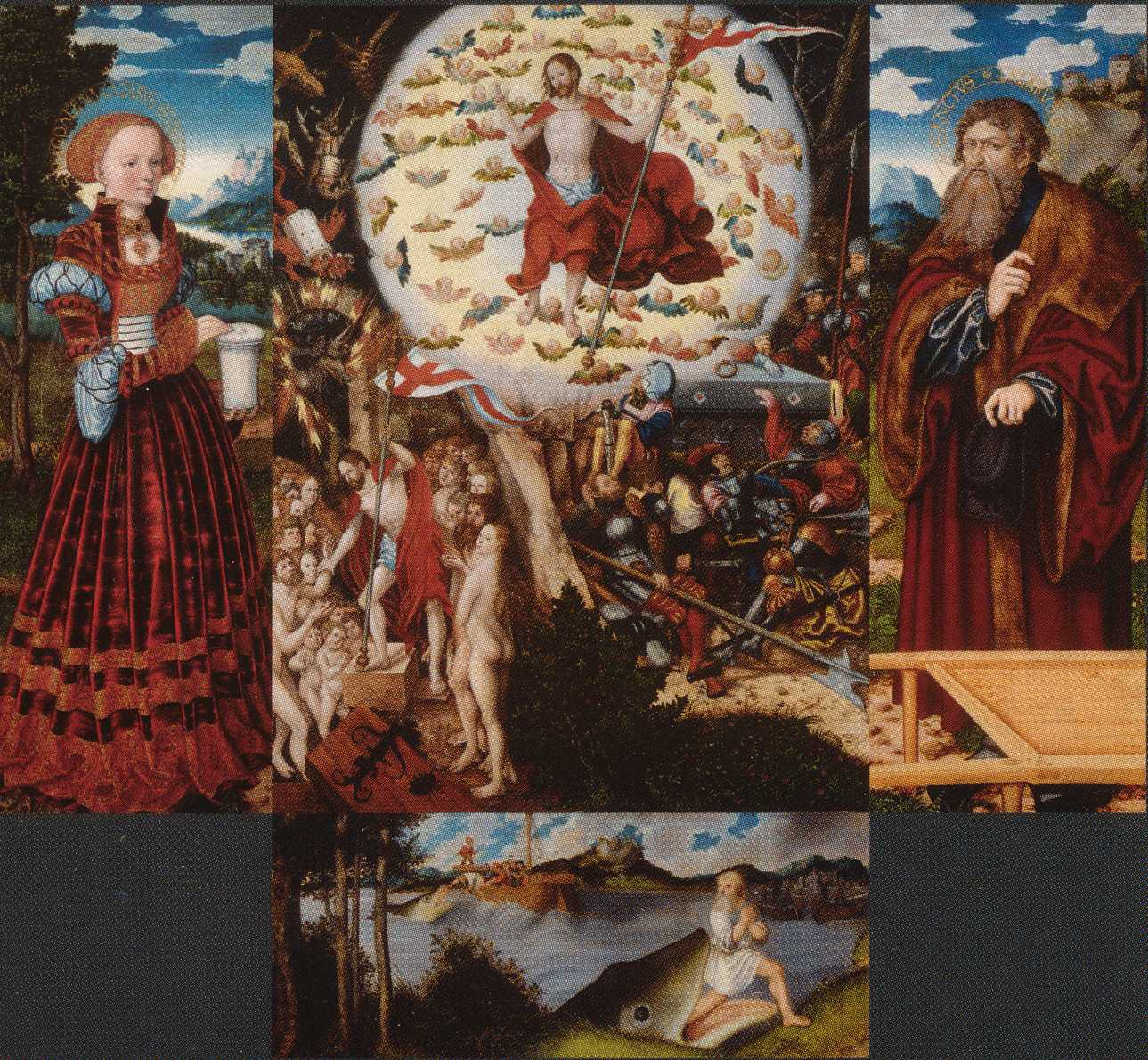
Rekonstruktion des Magdalenenaltars, Festtagsseite, 1520–25

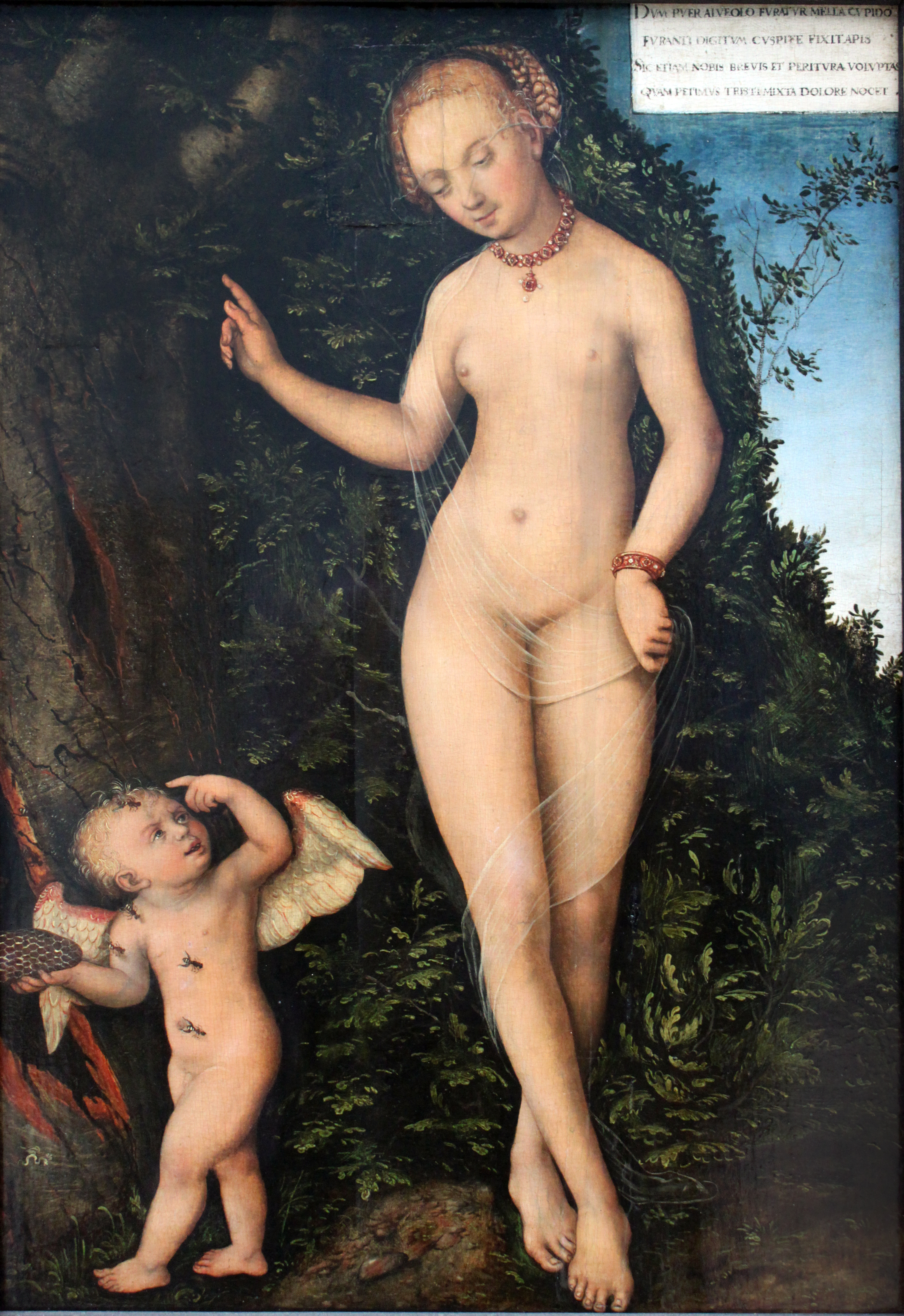
Venus mit Amor als Honigdieb, Wittenberg um 1537, Germanisches Nationalmuseum

Lucas Cranach zählt zu den bedeutendsten bildenden Künstlern des frühen 16. Jahrhunderts in Deutschland. Cranach entwickelte sich nicht nur zu dem charakteristischen Maler der deutschen Reformation, er wirkte auch mittels seiner Grafiken in reformatorischen Schriften landesweit in der geistigen Auseinandersetzung dieser Zeit. Er war jedoch nicht nur für reformatorisch gesinnte Auftraggeber tätig, sondern auch für Altgläubige. Seitdem er 1505 die feste Stellung als Hofmaler der sächsischen Kurfürsten innehatte, arbeitete er zusätzlich für Kaiser Maximilian I., für Albrecht von Brandenburg, für den er den umfangreichen Altarzyklus für seine neue Stiftskirche in Halle schuf, für Albrechts Bruder Joachim I. Nestor und dessen Sohn Joachim II. von Brandenburg, außerdem für andere hohe Adlige und – gleichzeitig – für seine protestantischen Freunde. Zusammen mit Albrecht Dürer und weiteren bedeutenden Künstlern der Zeit hat er 1515 den ehrenvollen Auftrag erhalten, das Gebetbuch Maximilians I. zu illustrieren.
In vielen seiner Werke findet sich der indirekte Einfluss seines großen Nürnberger Kollegen. Doch suchte Cranach weniger als Dürer die Auseinandersetzung mit klassisch-italienischen Formen, sondern verblieb innerhalb nordalpiner Gestaltung: Er wechselte von den Neuerungen der Donauschule zu niederdeutschen Traditionen. Besonders bekannt wurde Cranach mit seinen weltlichen und allegorischen Aktdarstellungen, die in der deutschen Malerei völlig neu waren.
Für den Konflikt zwischen altgläubigen Katholiken und reformatorischen Protestanten stehen der Kardinal Albrecht von Brandenburg und Martin Luther – dazwischen der Künstler Lucas Cranach. Dieser machte aus seiner Sympathie für Luther und die Reformation kein Geheimnis, und obwohl Cranachs Grafiken an der Verbreitung reformatorischen Gedankengutes entscheidenden Anteil hatten (1522 erschien Luthers Bibelübersetzung mit den Illustrationen Cranachs), arbeitete er immer auch – mit Erfolg – für katholische Auftraggeber, besonders für Albrecht von Brandenburg oder den albertinischen Herzog Georg den Bärtigen. Für die neue Stiftskirche Albrechts in dessen Lieblingsresidenz Halle stellte die Cranach-Werkstatt den umfangreichsten Gemäldezyklus der deutschen Kunstgeschichte fertig. Andererseits entwickelte Cranach für seine protestantischen Auftraggeber neue Themen, die das Konzept der göttlichen Gnade bzw. die Rechtfertigung des sündigen Menschen durch den Glauben in den Mittelpunkt stellten.

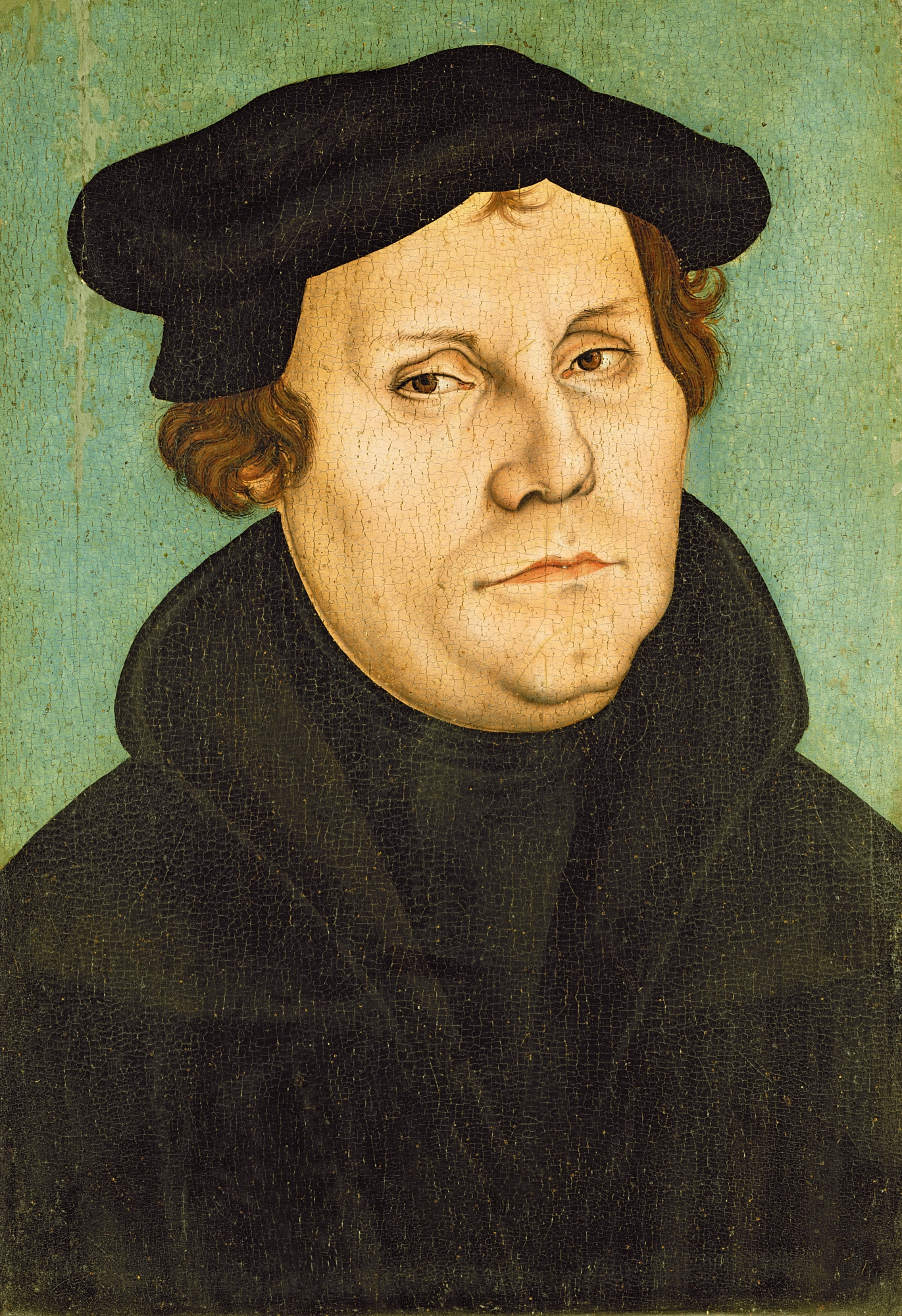
Abbild Martin Luthers

Schon seine Zeitgenossen waren verblüfft von der Produktivität Cranachs. Nach dem Muster italienischer Kollegen hatte er eine sehr gut organisierte Werkstatt aufgebaut, in der erfolgreiche Muster aufgehoben und für spätere Aufträge weitergenutzt wurden. Für verschiedene Fürsten- und Reformatorenporträts wurden Vorlagen verwendet, die dann in der über Jahre wiederholten Malerei dem gealterten Aussehen der Dargestellten (z. B. Georg der Bärtige, Friedrich der Weise, Martin Luther) durch veränderte Bartlängen oder ergraute Haare angepasst wurden. Für Altarwerke haben sich zahlreiche kleinmaßstäbliche Entwurfszeichnungen erhalten, die bei der Konzeption eines Altars baukastenartig ausgetauscht werden konnten. Seine zahlreichen Lehrlinge und Gesellen waren strenger Disziplin unterworfen. Dies führte zu einem genormten Stil, der eine Händescheidung zwischen ihm, seinen Söhnen und Mitarbeitern sowie Nachahmern erschwert.

### Werkübersicht
Man geht davon aus, dass bis zu 5.000 Gemälde vom Künstler und seiner Werkstatt geschaffen worden sein könnten. In Museen, Sammlungen und auf dem Kunstmarkt lassen sich heute noch weit über 1.000 Tafelgemälde nachweisen. Der Weimarer Kustos Christian Schuchardt beschrieb in seinem zwischen 1851 und 1871 in drei Bänden erschienenen Werk über Leben und Werk Cranachs mehrere hundert Gemälde. Gustav Parthey zählte 1863 in seinem Verzeichniss der in Deutschland vorhandenen Oelbilder verstorbener Maler aller Schulen 357 dem älteren Cranach zugeschriebene Gemälde auf sowie rund 400 weitere Werke, die für den jüngeren Cranach, beide, oder beider Werkstätten und Schulen in Betracht kommen. Von Max J. Friedländer und Jakob Rosenberg wurden 1932 rund 850 Gemälde zusammengestellt und kommentiert (in Überarbeitung nochmals 1979 erschienen). Viele Einzeltafeln, sofern es sich nicht um Porträts oder allegorische Darstellungen handelt, waren einst Teile von umfangreichen Altarwerken, von denen sich die größte Anzahl jedoch nur noch durch Urkunden nachweisen lässt. Einige Cranach-Altäre konnten ganz (z. B. Magdalenenaltar) oder fragmentarisch (z. B. Prager Altar) rekonstruiert werden.
Außer Tafelgemälden existieren eine große Anzahl von Holzschnitten, rund 350 Zeichnungen sowie mehrere Kupferstiche. Die Zeichnungen wurden 1936 von Girshausen, 1960 von Rosenberg und zuletzt 2010 von Hofbauer abgehandelt. Ein weitreichender Überblick über das gesamte Schaffen wurde von Koepplin/Falk im Basler Katalog 1974/76 vorgelegt. Außerdem gibt es zahlreiche Veröffentlichungen zu einzelnen Beständen, z. B. einen Katalog der rund 80 Zeichnungen in Erlangen oder einen Katalog zum Dresdner Cranach-Bestand.
In den letzten Jahren entstanden bilddatenbankbasierte Forschungsprojekte zur umfassenden Dokumentation des Werkbestandes. Das der Universitätsbibliothek Heidelberg angegliederte Cranach Research Institute (CRI) veröffentlicht erstmals 2014 mit dem Corpus Cranach einen stetig fortgeschriebenen digitalen Werkkatalog mit Gemälden und Zeichnungen aus den Werkstätten der Cranachs und ihrer Epigonen 2010 erschien ein Katalogband der Zeichnungen, 2022 der Katalogband mit mehr als 3000 Gemälden. In dem vom Kunstpalast Düsseldorf und der TH Köln seit 2009 in Kooperation mit über 340 Partnerinstitutionen interdisziplinär aufgebauten und seit 2012 online verfügbaren „Cranach Digital Archive“ sind über 2.300 Gemälde frei zugänglich und wissenschaftlich vertiefend mit kunsthistorischen, historischen, kunsttechnologischen und naturwissenschaftlichen Informationen erschlossen.
Das Schaffen des älteren Cranach erstreckt sich über einen Zeitraum von mehr als fünf Jahrzehnten. Nach neuester Forschung ist das Bildnis eines jungen Mannes (abgebildet auf dem Zehn-Mark-Schein), das früher Albrecht Dürer zugeschrieben wurde, als eines der frühesten Werke von Lucas Cranach aus der Zeit kurz vor 1500 anzusehen. Als letztes Werk gilt das Altarbild für die Stadtkirche Weimar, das vom älteren Cranach wohl 1552 begonnen und von seinem Sohn Lucas d. J. 1555 vollendet wurde.

### Werke (Auswahl)

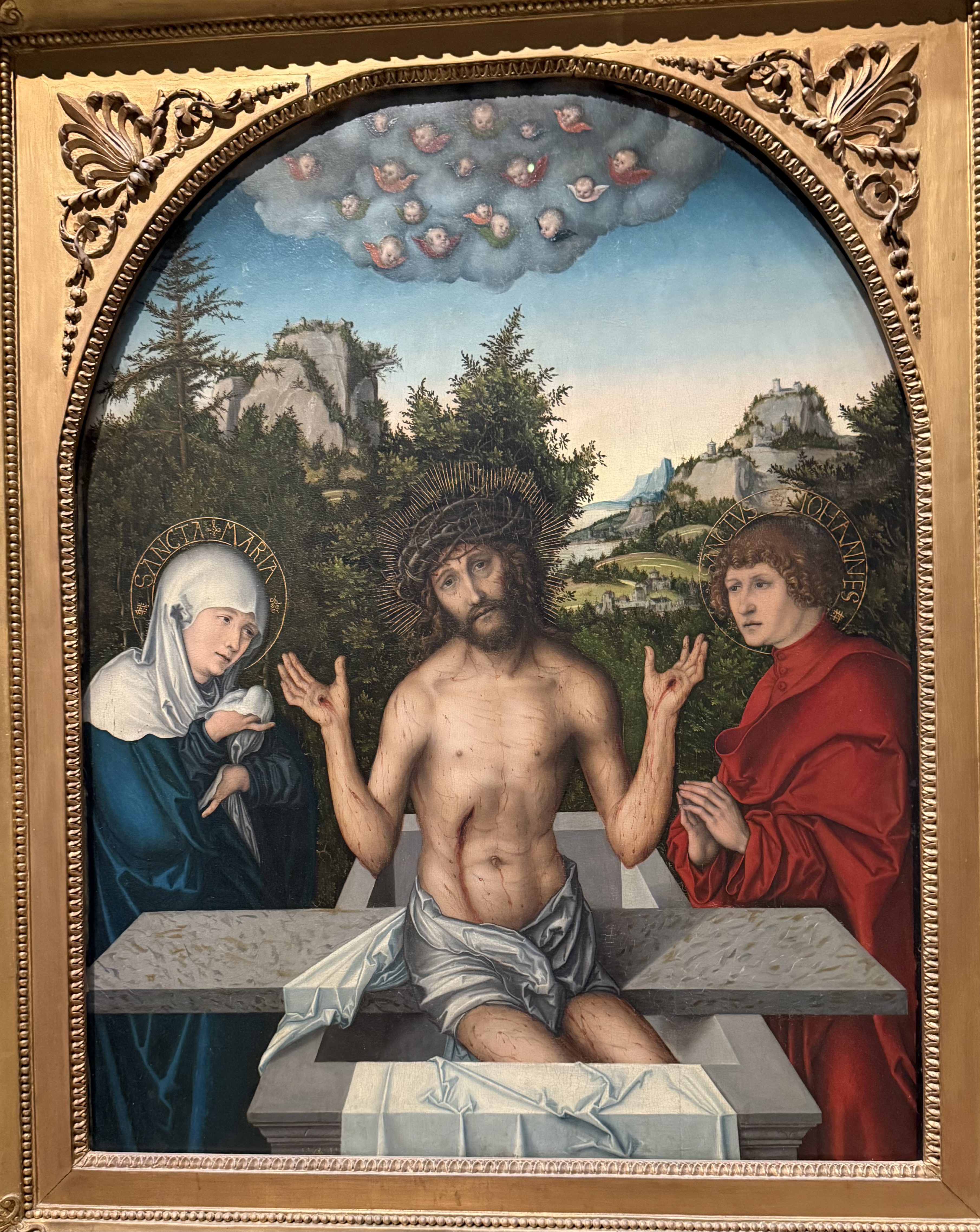
Christus als Schmerzensmann, Augustinermuseum Freiburg

Ausgewählte Werke von Lucas Cranach dem Älteren in der Schöpfungsphase von 1502 bis 1555:
| Abbildung | Titel (Entstehungsjahr) | Aufbewahrungsort                                                     |
| --------- | --- | -------------------------------------------------------------------- |
|           | Kreuzigung Kalvarienberg „Schottenkreuzigung“ (um 1500) | Kunsthistorisches Museum Wien                                        |
|           | Heiliger Valentin mit Stifter (1502/03) | Akademie der bildenden Künste Wien                                   |
|           | Klage unter dem Kreuz „Schleißheimer Kreuzigung“ (1503) | Alte Pinakothek München                                              |
|           | Ehegattenbildnisse eines Gelehrten und seiner Frau (1503) | Germanisches Nationalmuseum in Nürnberg und Gemäldegalerie in Berlin |
|           | Ehegattenbildnisse Dr. Johannes Cuspinian und Anna Cuspinian (geb. Putsch) (1503)                                                                            | Sammlung Oskar Reinhart «Am Römerholz» Winterthur                    |
|           | Heilige Familie in Landschaft „Ruhe auf der Flucht“ (1504)                                                                                                   | Gemäldegalerie in Berlin                                             |
|           | Das Martyrium der heiligen Katharina – Mittelbild des Dresdner Flügelaltars (1506)                                                                           | Gemäldegalerie Alte Meister Dresden                                  |
|           | Das Martyrium der heiligen Katharina (1508) | Raday-Sammlung der reformierten Kirche Budapest                      |
|           | Venus und Amor (1509) | Eremitage Sankt Petersburg                                           |
|           | Christoph Scheurl (1509) | Wittenberg                                                           |
|           | Kleiner Flügelaltar „Reisealtärchen“ (um 1509/10) | Gemäldegalerie Alte Meister (Kassel) Kassel                          |
|           | Fürstenaltar „Torgauer Altar“ (1509) | Städelsches Kunstinstitut Frankfurt am Main                          |
|           | Das Martyrium der Heiligen Barbara (um 1510) | Metropolitan Museum of Art New York City                             |
|           | Dessauer Fürstenaltar (um 1510) | Anhaltische Gemäldegalerie Dessau                                    |
|           | Madonna unter den Tannen (um 1510) | Breslau                                                              |
|           | Salome (um 1510) | Museu Nacional de Arte Antiga Lissabon                               |
|           | Flügelaltar „Neustädter Altar“ (1512/13) | Stadtkirche St. Johannis Neustadt an der Orla                        |
|           | Adam und Eva (um 1513/15) | Museum für Franken Würzburg                                          |
|           | Bildnispaar Heinrich der Fromme und Katharina von Mecklenburg (1514)                                                                                         | Gemäldegalerie Alte Meister Dresden                                  |
|           | Christus und Maria (1515/20) | Gotha                                                                |
|           | Zehn-Gebote-Tafel (1516) | Wittenberg                                                           |
|           | Adam und Eva (um 1518) | Herzog Anton Ulrich-Museum Braunschweig                              |
|           | Geburt Mariae (um 1518) | Staatsgalerie Stuttgart                                              |
|           | Der Sterbende, Epitaph des Heinrich Schmitburg (1518) | Museum der bildenden Künste Leipzig                                  |
|           | Liegende Quellnymphe (1518) | Leipzig                                                              |
|           | Der Heilige Eustachius anbetend vor dem Christushirsch (um 1515/20)                                                                                          | Vaduz                                                                |
|           | Kurprinz Joachim II. von Brandenburg (um 1520) | Jagdschloss Grunewald Berlin                                         |
|           | Fürst Johann von Anhalt (um 1520) | Jagdschloss Grunewald Berlin                                         |
|           | Christophorus (1516) | Detroit                                                              |
|           | Diana und Aktäon (erstes Drittel des 16. Jh.) | Fränkische Galerie Kronach                                           |
|           | Halbfigur der Judith | (Kriegsverlust)                                                      |
|           | Kardinal Albrecht von Brandenburg vor dem Gekreuzigten kniend (um 1520)                                                                                      | München                                                              |
|           | Christus und die Ehebrecherin (um 1520) | Fränkische Galerie Kronach                                           |
|           | Magdalenen-Altar (1520–1525) | Stiftsmuseum der Stadt Aschaffenburg                                 |
|           | Martin Luther als Junker Jörg (1521) | Museum der bildenden Künste Leipzig                                  |
|           | Bildnis Christians II. (König von Dänemark) (ca. 1523–1530)                                                                                                  | Museum der bildenden Künste Leipzig                                  |
|           | Christus als Schmerzensmann am offenen Grabe (1524) | Augustinermuseum Freiburg im Breisgau                                |
|           | Judith mit zwei Begleiterinnen (1525) | Sammlung Gustav Rau                                                  |
|           | Traubenmadonna (um 1525) | München                                                              |
|           | Prinzessin Sibylle von Cleve als Braut (1526) | Weimarer Stadtschloss                                                |
|           | Der heilige Antonius als Eremit (um 1520/25) | Leitmeritz                                                           |
|           | Kardinal Albrecht von Brandenburg als Hieronymus im Gehäus (1525)                                                                                            | Hessisches Landesmuseum Darmstadt                                    |
|           | Bildnispaar von Martin Luthers Eltern Hans Luther und Magarethe Luther (1527)                                                                                | Eisenach                                                             |
|           | Hans Luther (Deckfarbenzeichnung) (1527) | Wien                                                                 |
|           | Bildnispaar Martin Luther und Katharina von Bora (um 1526)                                                                                                   | Privatbesitz Hamburg                                                 |
|           | Bildnispaar Martin Luther und Katharina von Bora (1526) | Eisenach                                                             |
|           | Bildnispaar Martin Luther und Katharina von Bora (1528) | Niedersächsisches Landesmuseum Hannover                              |
|           | Das Urteil des Paris (1528) | Kunstmuseum Basel                                                    |
|           | Martin Luther | Gemäldegalerie in Berlin                                             |
|           | Herzog Albrecht von Brandenburg-Ansbach (1528) | Herzog Anton Ulrich-Museum Braunschweig                              |
|           | Gesetz und Gnade (1529) | Schloss Friedenstein Gotha                                           |
|           | Flügelaltar (1529) von Simon Franck fertiggestellt | Marktkirche Unser Lieben Frauen Halle an der Saale                   |
|           | Bildnis des Johannes Scheyring (1529) | Königliche Museen der Schönen Künste Brüssel                         |
|           | Kurfürst Joachim I. von Brandenburg (1529) | Jagdschloss Grunewald Berlin                                         |
|           | Markgraf Georg der Fromme von Brandenburg-Ansbach mit Kopfbedeckung (1529)                                                                                   | Jagdschloss Grunewald Berlin                                         |
|           | Markgraf Georg der Fromme von Brandenburg-Ansbach ohne Kopfbedeckung (1529)                                                                                  | Jagdschloss Grunewald Berlin                                         |
|           | Kardinal Albrecht von Brandenburg (1529) | Jagdschloss Grunewald Berlin                                         |
|           | Venus in einer Landschaft (1529) | Louvre                                                               |
|           | Doppelporträt Martin Luthers und seiner Frau Katharina Bora (um 1529)                                                                                        | Museo Poldi Pezzoli Mailand                                          |
|           | Das Opfer Abrahams (1530) | Neue Residenz Bamberg                                                |
|           | Judith mit dem Haupt des Holofernes (um 1530) | Staatsgalerie Stuttgart                                              |
|           | Judith mit dem Haupt des Holofernes (1530) | Jagdschloss Grunewald Berlin                                         |
|           | Drei Grazien (um 1530) | Cambridge                                                            |
|           | Das goldene Zeitalter (um 1530) | Oslo                                                                 |
|           | Das goldene Zeitalter (um 1530) | München                                                              |
|           | Die Früchte der Eifersucht (Das Ende des silbernen Zeitalters) (um 1530)                                                                                     | National Gallery London                                              |
|           | Die Heilige Barbara (um 1530) | Sammlung Würth, Johanniterkirche in Schwäbisch Hall                  |
|           | Bildnis des Johannes Carion (um 1530) | Gemäldegalerie Berlin                                                |
|           | Urteil des Paris (1530) | Kunsthalle Karlsruhe                                                 |
|           | Kurprinzessin Magdalena von Brandenburg (1530–1540) | Jagdschloss Grunewald                                                |
|           | Melancholie (1532) | Colmar                                                               |
|           | Venus (1532) | Städelsches Kunstinstitut Frankfurt am Main                          |
|           | Männerbildnis (früher als Johannes Bugenhagen interpretiert, nach neuerer Forschung jedoch eher der aus Leipzig stammende Reformator Christoph Ering) (1532) | Hamburg                                                              |
|           | Friedrich der Weise (1532) | Fränkische Galerie Kronach                                           |
|           | Johann der Beständige (1532) | Fränkische Galerie Kronach                                           |
|           | Johann der Beständige (1532) | Weimar                                                               |
|           | Johann der Beständige (1532) | Hamburg                                                              |
|           | Die drei Kurfürsten von Sachsen (1532) | Hamburg                                                              |
|           | Johann Friedrich der Großmütige von Sachsen (1533) | Tokio                                                                |
|           | Die Bezahlung (1532) | Nationalmuseum Stockholm                                             |
|           | Adam und Eva (1525–1530) | Warschauer Königsschloss Warschau                                    |
|           | Adam und Eva (1533) | Museum der bildenden Künste Leipzig                                  |
|           | Gregor Brück (1533) | Germanisches Nationalmuseum Nürnberg                                 |
|           | Venus und Amor als Honigdieb (1534) | Fränkische Galerie Kronach                                           |
|           | Damenbildnis mit Federhut (1534) | Neue Residenz Bamberg                                                |
|           | Die Prinzessinnen Sidonie von Sachsen, Aemilia von Sachsen und Sibylle von Sachsen (um 1535)                                                                 | Kunsthistorisches Museum Wien                                        |
|           | Der Hauptmann unter dem Kreuz (1536) | Washington                                                           |
|           | Gerechtigkeit als nackte Frau mit Schwert und Waage (1537)                                                                                                   | Amsterdam                                                            |
|           | Caritas 1537 | Hamburger Kunsthalle                                                 |
|           | Bildnis einer jungen Frau. Prinzessin Emilia von Sachsen? (etwa 1537)                                                                                        | Ny Carlsberg Glyptotek Kopenhagen                                    |
|           | Flügelaltar (Kreuzigung Christi) für St. Alexandri in Einbeck                                                                                                | Kreuzkirche Hannover und Niedersächsisches Landesmuseum Hannover     |
|           | Herkules bei Omphale (1537) | Herzog Anton Ulrich-Museum Braunschweig                              |
|           | Venus mit Amor als Honigdieb (1537) | National Gallery London                                              |
|           | Gnadenbild Mariahilf (nach 1537) | Innsbrucker Dom                                                      |
|           | Der Hauptmann unter dem Kreuz (1538) | Sevilla                                                              |
|           | Schneeberger Altar (1532–1539) | St. Wolfgangskirche Schneeberg                                       |
|           | Die Hirschjagd (1540) | Cleveland                                                            |
|           | Maria mit Christuskind und dem schlafenden Johannesknaben (um 1540/50)                                                                                       | Privatbesitz                                                         |
|           | Kreuzigungsaltärchen (1540) | Staatsgalerie Aschaffenburg                                          |
|           | Bildnispaar Martin Luther und Philipp Melanchthon (1543) | Hamburg                                                              |
|           | Hirsch- und Eberjagd (1544) |                                                                      |
|           | Christus segnet die Kinder (1546) | Sammlung Würth Johanniterkirche Schwäbisch Hall                      |
|           | Der Jungbrunnen (1546) | Gemäldegalerie Berlin                                                |
|           | Reformationsaltar (Entstehung: um 1540; Einweihung: 1547) | Stadtkirche St. Marien Wittenberg                                    |
|           | Lucretia erste Hälfte 16. Jahrhundert | Historisches Museum Regensburg                                       |
|           | Bildnis im 77. Lebensjahr (Selbstbildnis oder Werk von Cranach d. J.) (1550)                                                                                 | Uffizien Florenz                                                     |
|           | Christus am Kreuz Altarbild, 1552 begonnen; von Lucas Cranach d. J. 1555 vollendet (1552–1555)                                                               | Stadtkirche Weimar                                                   |
|           | Liegender weiblicher Akt mit Kind | früher Kupferstichkabinett Dresden, heute verschollen                |

### Cranachwerkstatt und Zuschreibung
Gemäß den überkommenen Werken und biografischen Daten tritt Lucas Cranach um 1500 als bereits ausgebildeter Maler aus dem Dunkel der Geschichte. Über seine Ausbildung kann nur spekuliert werden. Das ihm zugeschriebene Werk durchläuft mehrere Wandlungen. Während sein Frühwerk noch Einflüsse der Donauschule aufweist, kommen im Lauf der Zeit auch italienische und andere Einflüsse hinzu. Die lange Wirkdauer der Cranach-Werkstatt mit Generationen von Mitarbeitern, die sie binnen mehrerer Jahrzehnte durchlaufen haben, lässt innerhalb des Gesamtwerks eine Vielzahl unterschiedlicher Künstlerhände erkennen, ohne dass diese eindeutig geschieden werden können.
Die wenigsten Mitarbeiter der Cranach-Werkstatt sind namentlich bekannt. Von 1538 bis 1541 war Franz Tymmermann Schüler des älteren Cranach, beim jüngeren Cranach sind 1550 bis 1555 Heinrich Königswieser, 1565 bis 1568 Erhard Gaulrap und ab 1571 Zacharias Wehme belegt. Von weiteren Malern wie Wolfgang Krodel dem Älteren oder Augustus Cordus nimmt man aufgrund stilistischer Ähnlichkeiten an, dass sie ihre Ausbildung auch bei Cranach erhielten. Ab etwa 1530 sind seine beiden Söhne Hans und Lucas dem Jüngeren in der Cranach-Werkstatt tätig.
Traditionell werden die qualitätvollsten Werke dem älteren Cranach und die übrigen dann in der Abfolge ihres Qualitätsgefälles seinem Sohn Lucas, der Werkstatt oder dem Umkreis bzw. der Nachfolge zugeschrieben. Viele der überkommenen Werke, darunter die kleinformatigen Kurfürsten- und Reformatorenporträts, waren Massenprodukte, die laut erhaltenen Rechnungen der Cranach-Werkstatt in hoher Stückzahl hergestellt wurden und auf weite Verbreitung angelegt waren.

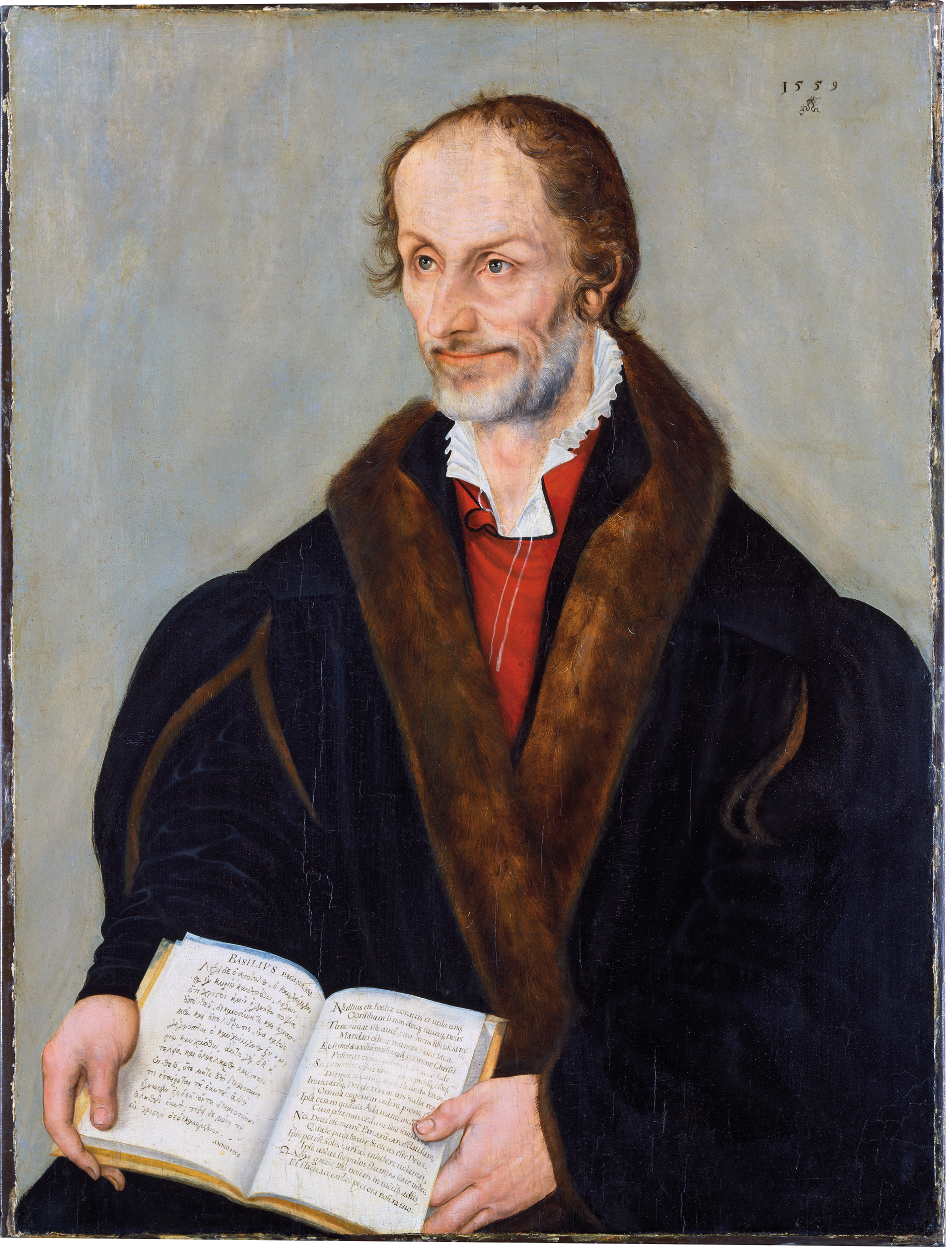
„Bildnis Philipp Melanchthons“ von Lucas Cranach dem Jüngeren, 1559

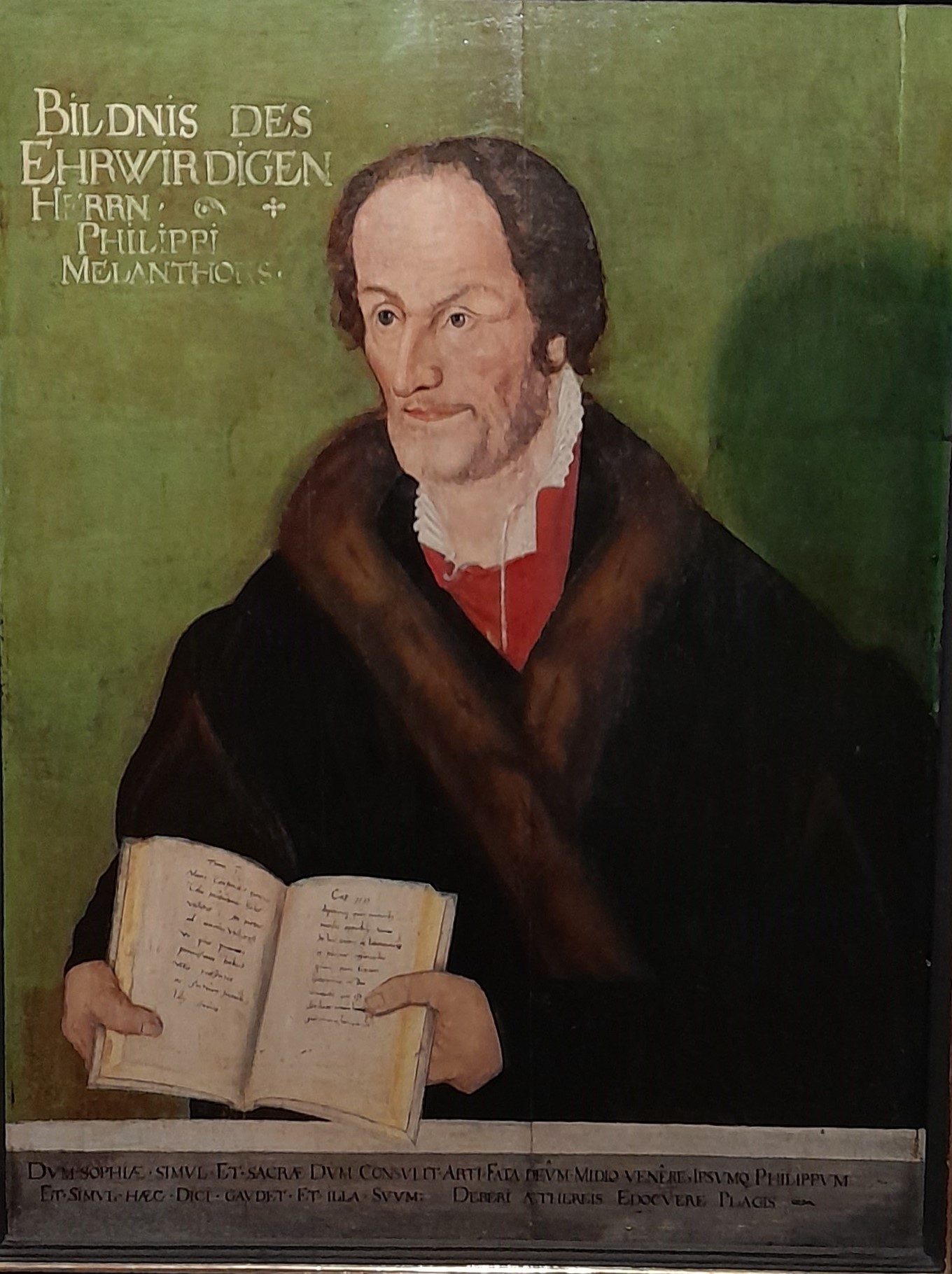
„Bildnis Philipp Melanchthons“ der Cranachwerkstatt von 1550/1600

So gehört das Bildnis Philipp Melanchthons aus dem Jahr 1559, welches sich im Städelschen Kunstinstitut in Frankfurt am Main befindet, beispielsweise zum vorletzten und erfolgreichsten Bildtypus der Reformatorenporträts der Cranachwerkstatt. Der Reformator ist als Halbfigur vor einem hellgrauen Hintergrund dargestellt. Er sitzt leicht nach links gewandt und etwas aus der Mittelachse nach rechts gerückt. Melanchthon trägt eine dunkelbraune Gelehrtenschaube mit Pelzbesatz, ein rotes Hemd mit offenem weißen Spitzenkragen und seine Gesichtspartien sind deutlich erkennbar. Sein braunes Haar lässt seine hohe Stirn hervorscheinen, seine Augenbrauen sind schmal, die Nase markant, seine Augen weit geöffnet und sein Bart bereits ergraut. Sein Kopf ist im Dreiviertelprofil dargestellt. In seinen Händen hält er ein aufgeschlagenes Buch, welches er dem Betrachter für dessen Lektüre hinzuhalten scheint. Mit seiner linken Hand scheint Melanchthon bereits zur nächsten Seite umblättern zu wollen. Auf den Seiten des Buches sind zwei Inschriften zu erkennen: eine griechische auf der linken Seite und eine lateinische auf der rechten Seite. Der Kunsthistoriker Gerrit Walczak weist darauf hin, dass es sich bei Ersterer um „eine das reformatorische ,sola fide' (d.h. ,allein durch den Glauben') stützende Passage aus der Predigt des Kirchenvaters Basilius des Großen über 1. Korinther 1,30“ handelt. Diese ist auf das Jahr 1532 datiert worden. Auf der rechten Seite lassen sich lateinische Verse aus der Hand Melanchthons identifizieren. Diese wurden von ihm seit 1553 verwendet und lassen die Darstellung als „gemalte Fiktion“ erscheinen, da sie in dieser Kombination nie gedruckt wurden. Dass die Ausführungen der Inschriften im dargestellten Buch variieren, zeigt auch eine Version des Melanchthonporträts der Werkstatt Cranachs des Jüngeren. Das auf 1550/1600 datierte Gemälde ist in der landesgeschichtlichen Ausstellung des Pommerschen Landesmuseums in Greifswald ausgestellt. Hier lässt sich eine lateinische Inschrift identifizieren, welche ein Zitat aus dem Timotheusbrief des Paulus aus der Übersetzung des Neuen Testaments der Bibel durch Erasmus von Rotterdam darstellt und auf die Bedeutung der Frömmigkeit fokussiert. Die Verwendung dieser Bibelübersetzung scheint zudem ungewöhnlich, da sie von Melanchthon und weiteren Gelehrten des 16. Jahrhunderts nicht rezipiert wurde. Die Inschrift lautet:
Timo I // Cap IIII // Nam Corporalis exerci=/Calio paululum habet / vtilitis, At pietas / ad omnia vtilis est / vt quae / promisiones habeat / vitae pr aesentis / ac futura Jnaubi=/lal(us) Sermo // dignucq(ue) qui omnib(us) / modis approbilj / Jn hoc enim oelaboramus / et probris afficimur / quo[ds]pem fixam / habe[a]mus in Deo / vivente qui est / Servato[r] / omnium hominum

Denn körperliche Ertüchtigung nützt wenig, die Frömmigkeit jedoch ist nützlich zu allem, so dass ihr das gegenwärtige und das zukünftige Leben verheißen ist. (Dies ist) ein unzweifelhaftes Wort und würdig, dass es auf jede Weise gutgeheißen wird. Dafür nämlich strengen wir uns an und werden mit Schmähworten bedacht, weil wir die feste Hoffnung auf den lebendigen Gott haben, der der Retter aller Menschen ist.
Daneben existieren auch Versionen des Reformatorenporträts, deren Inschriften beispielsweise Passagen aus Römer 8,31 zitieren.
Viele Werke, die heute für Cranach in Anspruch genommen werden, wurden im 19. Jahrhundert noch Mathias Grünewald zugeschrieben, während man für andere, einst Cranach zugeschriebene Werke heute eher die Schneeberger Künstlerfamilie Krodel oder den Kopisten Christian Richter als Urheber sieht. Für eine bedeutende Werkgruppe macht man auch den nur unter seinem Notnamen bekannten Meister des Pflockschen Altars als ausführenden Maler aus. Ebenso verhält es sich mit dem Meister der Gregorsmessen. Andere einst Cranach zugeschriebene Werke stammen von dem Maler Franz Wolfgang Rohrich, der im frühen 19. Jahrhundert zahlreiche Gemälde in renaissancezeitlicher Manier schuf.

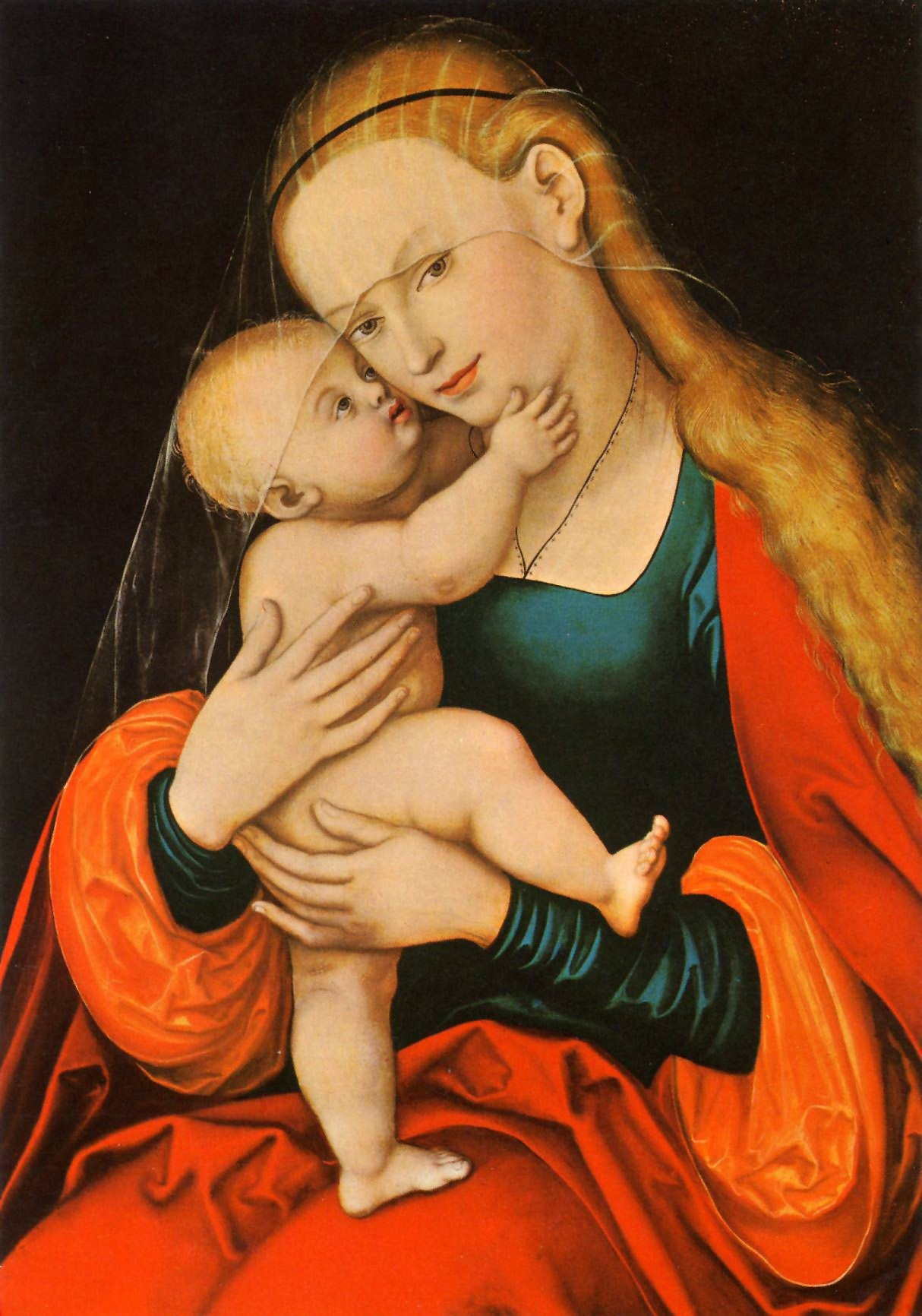
Madonna mit dem Jesuskind

Weitere Zuschreibungsprobleme ergeben sich daraus, dass einige Cranachsche Bildideen bald ikonographischen Charakter gewannen und schon bald nach ihrer Entstehung vielfach kopiert wurden, darunter die Lutherporträts und die Porträts der sächsischen Kurfürsten oder auch das im gesamten Alpenraum in unzähligen Kopien weit verbreitete Gnadenbild Mariahilf. Für einige der späten Wiederholungen Cranachscher Bildmotive könnten Cranachs Enkel Augustin Cranach oder der Urenkel Lucas Cranach III. in Frage kommen, die die Malertradition in der Familie fortsetzten, denen die Forschung bisher jedoch nur sehr wenige Werke zuordnen konnte.

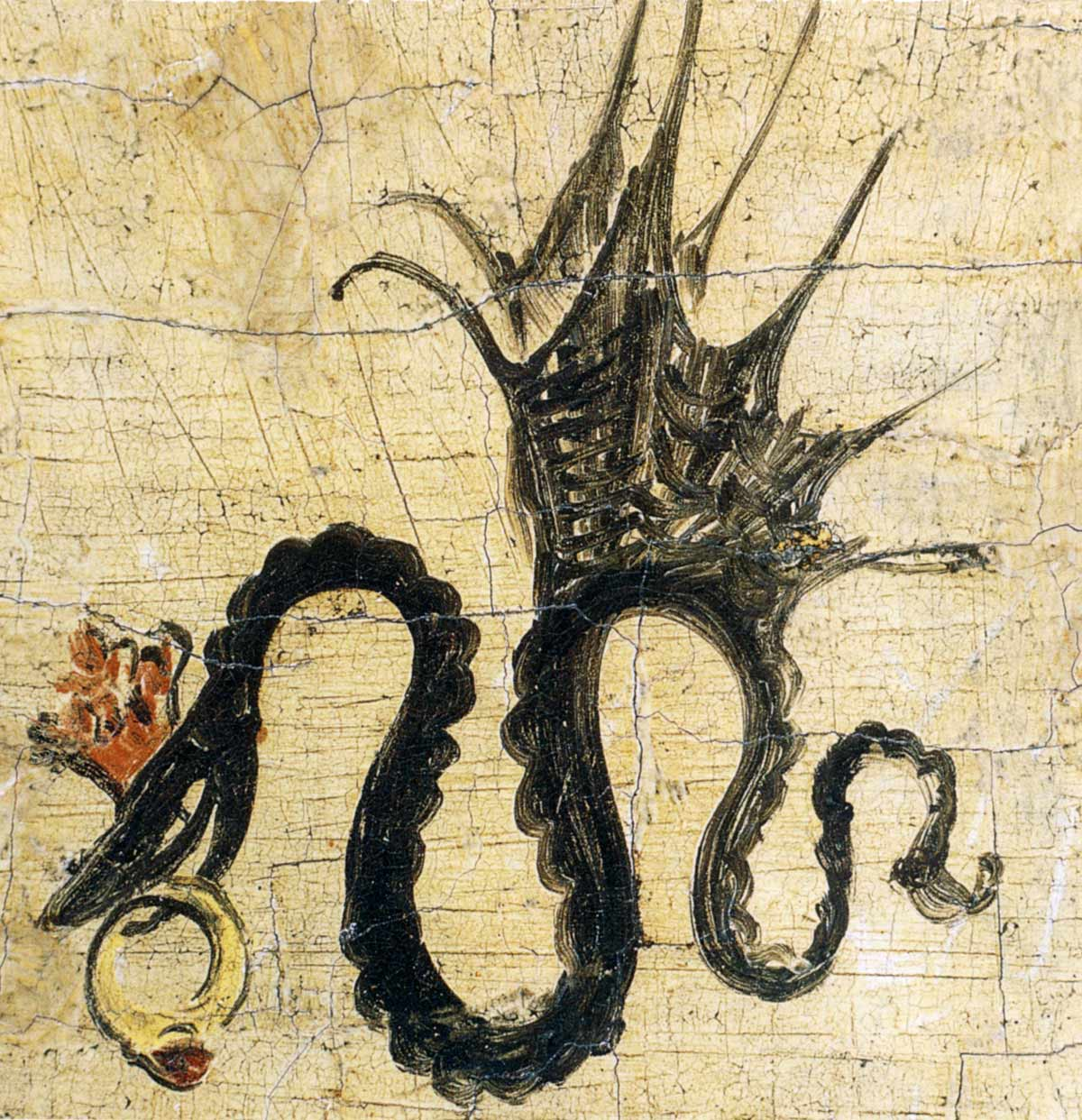
Cranach-Signatur (gekrönte und geflügelte Schlange mit Ring im Maul) auf dem Bildnis der Katharina von Mecklenburg von 1514

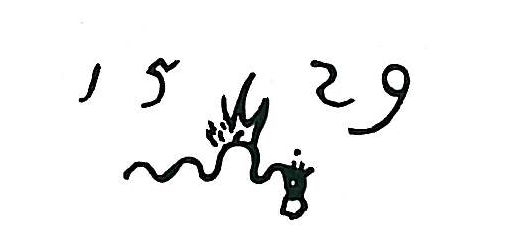
Eine von Cranachs Signaturen

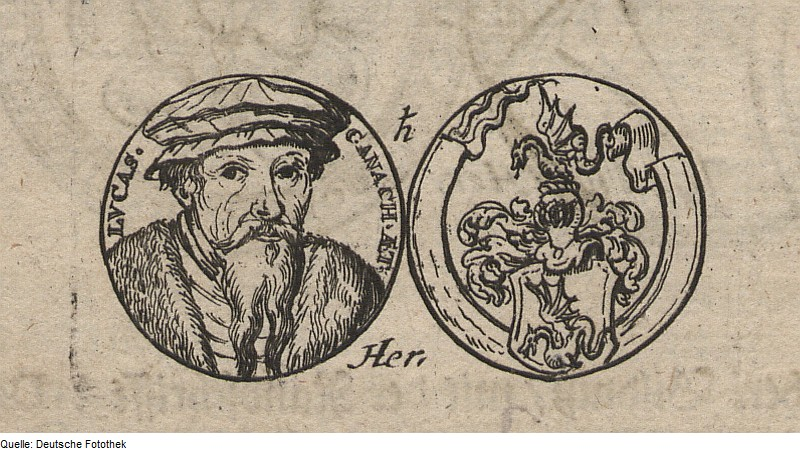
Entwurf Gedenkmünze von 1706

Der Wert der Cranach-Gemälde auf dem Kunstmarkt und ihre äußerst schwierige Zuschreibung ziehen zudem bis in die Gegenwart auch immer wieder Fälscher und Betrüger an, die entweder neue Fälschungen schaffen oder aber unbedeutende Gemälde entsprechender Motivik zu echten Cranachs erklären. Für viel Aufsehen sorgte beispielsweise die Tafel mit Friedrich dem Weisen mit Kaiserkrone aus der Kunstsammlung der Limacon Foundation, deren Wert man im Jahr 2001 noch auf zehn Millionen US-Dollar bezifferte, die man aber später lediglich noch als geringes Werk aus der Cranach-Nachfolge betrachtete. Als Urheber einer großen Zahl von neuzeitlichen Cranach-Fälschungen gilt der Kunstmaler Christian Goller, der mit Gehilfen mindestens 40 Cranach-Imitationen auf den Markt brachte und damit laut LKA-Präsident Peter Dathe einen „Eingriff in die deutsche Kunstgeschichte“ vornahm. Eine Darstellung der Venus, die Hans-Adam II. von und zu Liechtenstein 2013 für 7 Mio. Euro als Werk Cranachs des Älteren von der Londoner Kunsthandlung Colnaghi erworben hatte, wurde im März 2016 von der französischen Polizei beschlagnahmt, nachdem Zweifel an der Echtheit des Gemäldes aufgekommen waren.

### Signatur mit dem Schlangenenblem
Cranachs mit Verleihung des Wappenbriefes 1508 verwendete Signatur Cranach mit dem Zeichen der geflügelten Schlange, bis 1517 mit stehenden Fledermausflügeln, nach dem Tod seines Sohnes Hans 1537 mit gesenkten Vogelflügeln (wahrscheinlich eines Adlers) liegt auf den erhaltenen Werken in einer solchen Variantenvielfalt vor, dass diese heute nicht mehr zu deuten ist. Bei vielen Werken ist es nicht einmal möglich, sie dem älteren Cranach oder seinem Sohn Lucas d. J. zuzuordnen.
Die Verwendung dieses Emblems, das wahrscheinlich auf die geflügelte Drachenschlange zurückgeht, beruht auf Cranachs Kenntnis der humanistischen Symbolsprache. Seit dem 14. Jahrhundert wurde die geflügelte Drachenschlange beginnend mit der Erfurter Malerzunft von den Zünften als Malerwappen verwendet. Die geflügelte Schlange war ein Attribut des Chronos, zugleich eine Anspielung auf den Namen Cranachs, den er in der lateinischen Form Lucas Chronus, die richtig Lucas Cronaciensis lautete. Der Ring, den die Schlange im offenen Mund hält ist das Symbol verdienten Lohns mit dem Cranach auf sein künstlerisches Können anspielt, das vom Gott der Zeit belohnt wird.

## Andenken

### Gedenkstätten

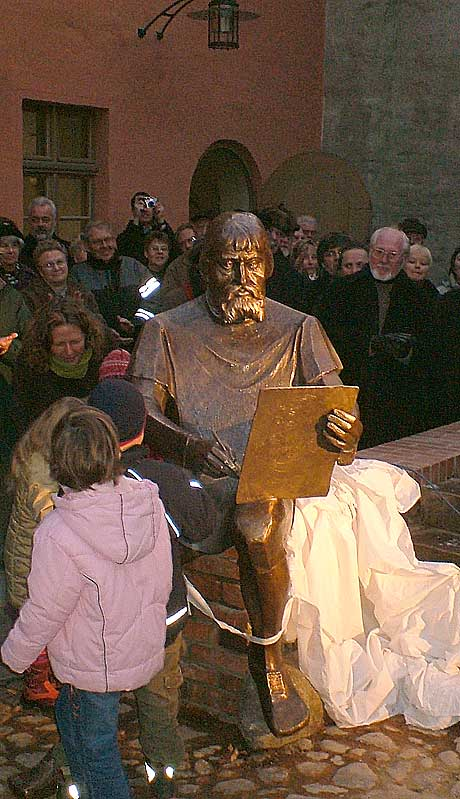
Einweihung des Cranachdenkmals in Wittenberg am 27. November 2005

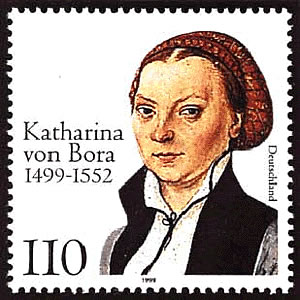
500 Jahre Katharina von Bora: Deutsche Sonderbriefmarke von 1999

- Cranach-Denkmal des Bildhauers Frijo Müller-Belecke und Gedenktafel im Cranachhof der Lutherstadt Wittenberg
- Relief-Medaillon in der Schlosskirche Wittenberg
- Denkmal in der Zwickauer Marienkirche geschaffen 1890/91
- Denkmalsbüste in Weimar geschaffen von Adolph Donndorf 1886
- Büste in der Ruhmeshalle in München
- Halbfigur in Kronach

### Benennung von Schulen und Straßen
Nach Lucas Cranach sind unter anderem Grundschulen in seiner Geburtsstadt Kronach und seinen Wirkungsorten Weimar und Lutherstadt Wittenberg (Gymnasium) sowie eine Gemeinschaftsgrundschule am Südrand der Stadt Essen benannt. In Groß Flottbek (heute Hamburg-Groß Flottbek) wurde 1910 die Cranachstraße und 1915 der Cranachplatz nach ihm benannt. In Kleve am Niederrhein gibt es im Ortsteil Materborn mehrere nach lokalen Malern benannte Straßen, dazu auch eine Chranachstraße.

### Gedenktag
Cranachs kirchliche Würdigung besteht in einem Gedenktag im Evangelischen Namenkalender am 16. Oktober.
Ferner erinnern die Evangelisch-Lutherische Kirche in Amerika und die Lutherische Kirche – Missouri-Synode am 6. April in ihren Heiligenkalendern an ihn.

### Sonderbriefmarke
Die Deutsche Bundespost widmete 1999 zum 500. Geburtstag Katharina von Boras eine Briefmarke im Wert von 110 Pfennig nach einem Gemälde von Lucas Cranach.

### Ausstellungen
- 15. Juni bis 8. September 1974 Lukas Cranach. Lukas Cranach. Gemälde, Zeichnungen, Druckgraphik. Kunstmuseum Basel.
- 1994 Lucas Cranach – Ein Maler-Unternehmer aus Franken. Landesausstellung Festung Rosenberg, Kronach, Augsburg
- 23. Februar bis 5. Juni 2007 Cranach im Exil, Zuflucht – Schatzkammer – Residenz in den Museen der Stadt Aschaffenburg
- 2015 Bild und Botschaft. Cranach im Dienst von Hof und Reformation. museumslandschaft hessen kassel / Stiftung Schloss Friedenstein Gotha
- 8. April bis 30. Juli 2017: Cranach. Meister – Marke – Moderne im Museum Kunstpalast in Düsseldorf
- 20. Mai bis 24. September 2017: Cranachs Luther! im Staatlichen Museum Schwerin, Schloss Güstrow[55]

## Dokumentarfilm
- Die geflügelte Schlange – DEFA-Film unter der Regie von Lothar Barke aus dem Jahr 1971[56]